# Geikia
Geikia és un gènere de sinàpsids extints de la família dels gèikids. Visqué durant el Permià superior en allò que avui en dia és Àfrica i Europa. Se n'han trobat restes fòssils al Regne Unit i Tanzània. Fou descrit a partir d'un crani trobat prop d'Elgin (Escòcia) i anomenat en honor de Sir Archibald Geikie, director general del Servei Geològic del Regne Unit. Els seus hàbitats naturals probablement eren les zones fluvials.